# آدام بلک (بازیکن فوتبال، زاده ۱۹۹۲)
آدام بلک (انگلیسی: Adam Black؛ زادهٔ ۲۴ مهٔ ۱۹۹۲) بازیکن فوتبال اهل بریتانیا است.
از باشگاه‌هایی که در آن بازی کرده‌است می‌توان به باشگاه فوتبال آلسیجر تاون و باشگاه فوتبال آکرینگتون استنلی اشاره کرد.